# Isaac Orobio de Castro
Balthazar (Isaac) Orobio de Castro (vers 1617 à Bragance, Portugal - 7 novembre 1687 à Amsterdam) est un philosophe, médecin et apologiste portugais.

## Biographie
Balthazar Orobio de Castro naît vers 1617 à Bragance au Portugal. Pendant sa jeunesse, ses parents marranes déménagent à Séville en Espagne.
Balthazar étudie la philosophie à l'université d'Alcalá de Henares et devient professeur de métaphysique à l'université de Salamanque. Plus tard, il étudie la médecine.
Pratiquant réputé à Séville, il devient médecin du duc de Medina-Celi et d'une famille proche du roi d'Espagne.
Il se marie et devient père de famille.

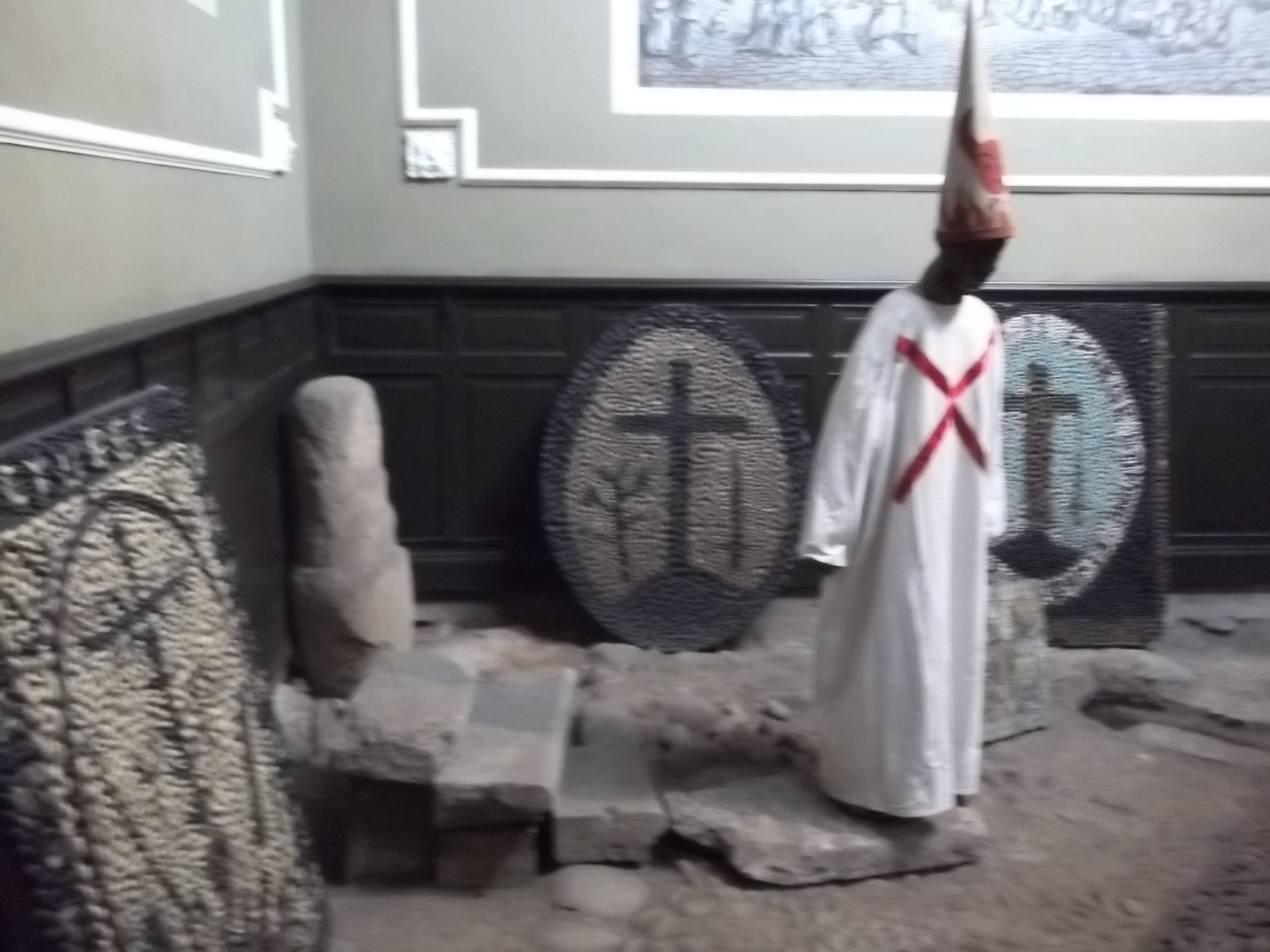
Modèle d'un coryza (haut chapeau pointu) et d'un san-benito (tunique) portés par Orobio de Castro : sur la poitrine ou au dos figuraient les chefs d'accusation pour hérésie (marranisme), (es) Musée de l'Inquisition et du Congrès, Lima, Pérou.

L'un de ses domestiques, qu'il a puni pour vol, le dénonce à l'Inquisition en tant que pratiquant du judaïsme et il est emprisonné. Rejetant constamment les accusations, il est libéré après trois ans de tortures et se voit obligé de quitter l'Espagne tout en portant l'infamant sambenito pendant deux ans.
Ensuite, il se rend à Toulouse en France, où il est nommé professeur de médecine à l'université, tout en étant nommé conseiller par Louis XIV de France.
Incapable de dissimuler plus longtemps ses convictions religieuses, il se rend vers 1666 à Amsterdam aux Provinces-Unies où règne plus de tolérance à l'égard des Juifs, et annonce publiquement qu'il pratique le judaïsme, adoptant en même temps le prénom « Isaac ».
Il poursuit sa pratique de la médecine et obtient bientôt une réputation enviable. Il est nommé au directoire de la congrégation espano-portugaise, ainsi que membre de plusieurs sociétés de poètes.
Il écrit plusieurs ouvrages et échange sur le christianisme avec le théologien Philipp van Limborch ou avec Baruch Spinoza.
Il meurt le 7 novembre 1687 à Amsterdam. Sa femme Esther meurt le 5 juillet 1712.

## Œuvres

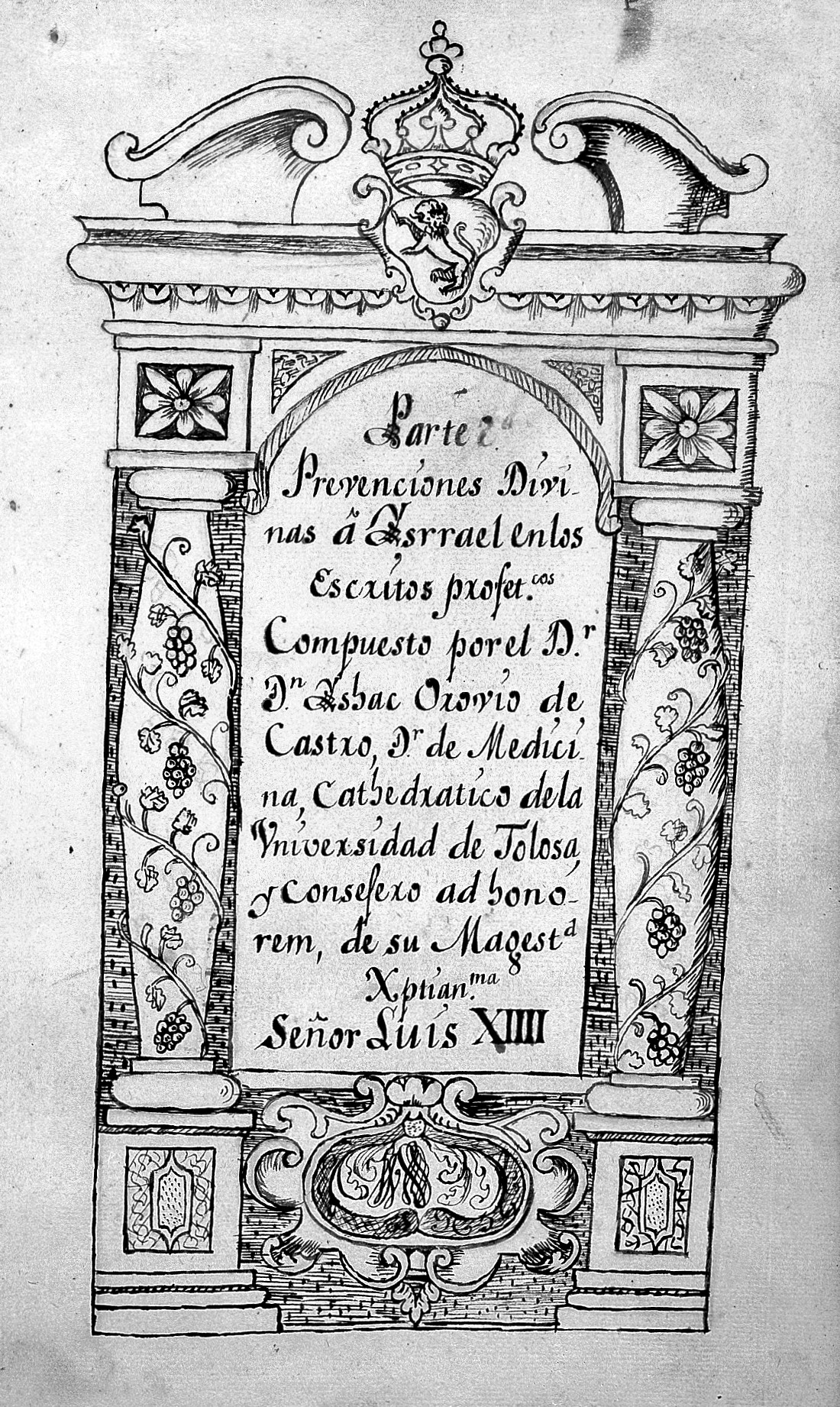
Manuscrit : « Prevenciones divinas a Israel en los escritos proféticos » (Avertissements divins à Israël dans les écrits prophétiques), Orobio de Castro, XVIIe siècle

Tous les écrits de De Castro existent encore sous la forme manuscrite :
- Certamen Philosophicum Propugnatæ Veritatis Divinæ ac Naturalis Adversus J. Bredenburgi Principia est publié à Amsterdam en 1684 (réimprimé en 1703 et en 1731). Cet ouvrage, qui critique l'éthique de Baruch Spinoza (avec lequel il maintient une correspondance amicale), a été traduit en espagnol sous le titre Certamen Philosophico, Defiende la Verdad Divina y Natural Contra los Principios de Juan Bredenburg et publié à La Haye en 1741. Il a également été traduit en français par Jean-Pierre Rothschild sous le titre Certamen Philosophicum : Combat Philosophique pour la Vérité Divine et Naturelle. 1re édition en 2024.
- Prevenciones Divinas Contra la Vana Ydolatria de las Gentes (tome ii : Contra los Falsos Misterios de las Gentes Advertidas a Ysrael en los Escritos Propheticos)
- Explicação Paraphrastica sobre o Capitulo 53 do Propheta Isahias. Feito por hum Curiozo da Nação Hebrea em Amsterdam, em o mez de Tisry anno 5433
- Tratado em que se Explica la Prophesia de las 70 Semanas de Daniel. Em Amsterdam à 6 Febrero anno 1675 (une explication en paraphrases des 70 semaines du prophète Daniel)
- Epistola Invectiva Contra un Judio Philosopho Médico, que Negava la Ley de Mosse, y Siendo Atheista Affectava la Ley de Naturaleza (une réfutation des positions de Juan de Prado) de 1663-1664[2]. L'ouvrage est aussi connu sous le titre Epistola Invectiva Contra Prado, un Philosopho Medico, que Dubitava, o no Creya la Verdad de la Divina Escritura, y Pretendió Encubrir su Malicia con la Affecta Confacion de Dios, y Ley de Natureza (ou Epîtres invectives contre Prado, un Médecin Philosophe qui doutait ou ne croyait pas à la vérité de la Divine Ecriture et prétendit dissimuler sa malice en affectant de confesser Dieu et la Loi de la Nature).

Les échanges sur le christianisme de De Castro avec le théologien Philipp van Limborch ont été publiés par ce dernier dans l'ouvrage De Veritate Religionis Christianæ Amica Collatio cum Erudito Judæo à Amsterdam en 1687.

## Connexes
- Marranisme
- Judaïsme
- Inquisition
- Inquisition espagnole
- Amsterdam
- Théologie